# 바레사
바레사(Baressa, 사르데냐어: Arèssa)는 이탈리아 사르데냐 주 오리스타노도에 있는 코무네 (지자체)로, 칼리아리에서 북서쪽으로 약 60 킬로미터 (37 mi), 오리스타노에서 남동쪽으로 약 35 킬로미터 (22 mi) 떨어져 있다.
바레사는 다음 지자체와 접해 있다: 바라딜리, 곤노스코디나, 곤노스노, 싯디 (사르데냐), 시말라, 투리 (사르데냐), 우사라만나.